# Trichosalpinx metamorpha
Trichosalpinx metamorpha är en orkidéart som beskrevs av Carlyle August Luer och Alexander Charles Hirtz. Trichosalpinx metamorpha ingår i släktet Trichosalpinx och familjen orkidéer. Inga underarter finns listade i Catalogue of Life.